# 태풍 메아리 (2011년)
태풍 메아리(태풍 번호: 1105, 국제명: MEARI)는 2011년 북서태평양에서 발생한 5번째 태풍으로, 태풍의 길목에 놓였던 필리핀, 대만, 대한민국, 조선민주주의인민공화국에 피해를 냈다. “메아리”는 조선민주주의인민공화국에서 제출한 이름이다.

## 태풍의 진행

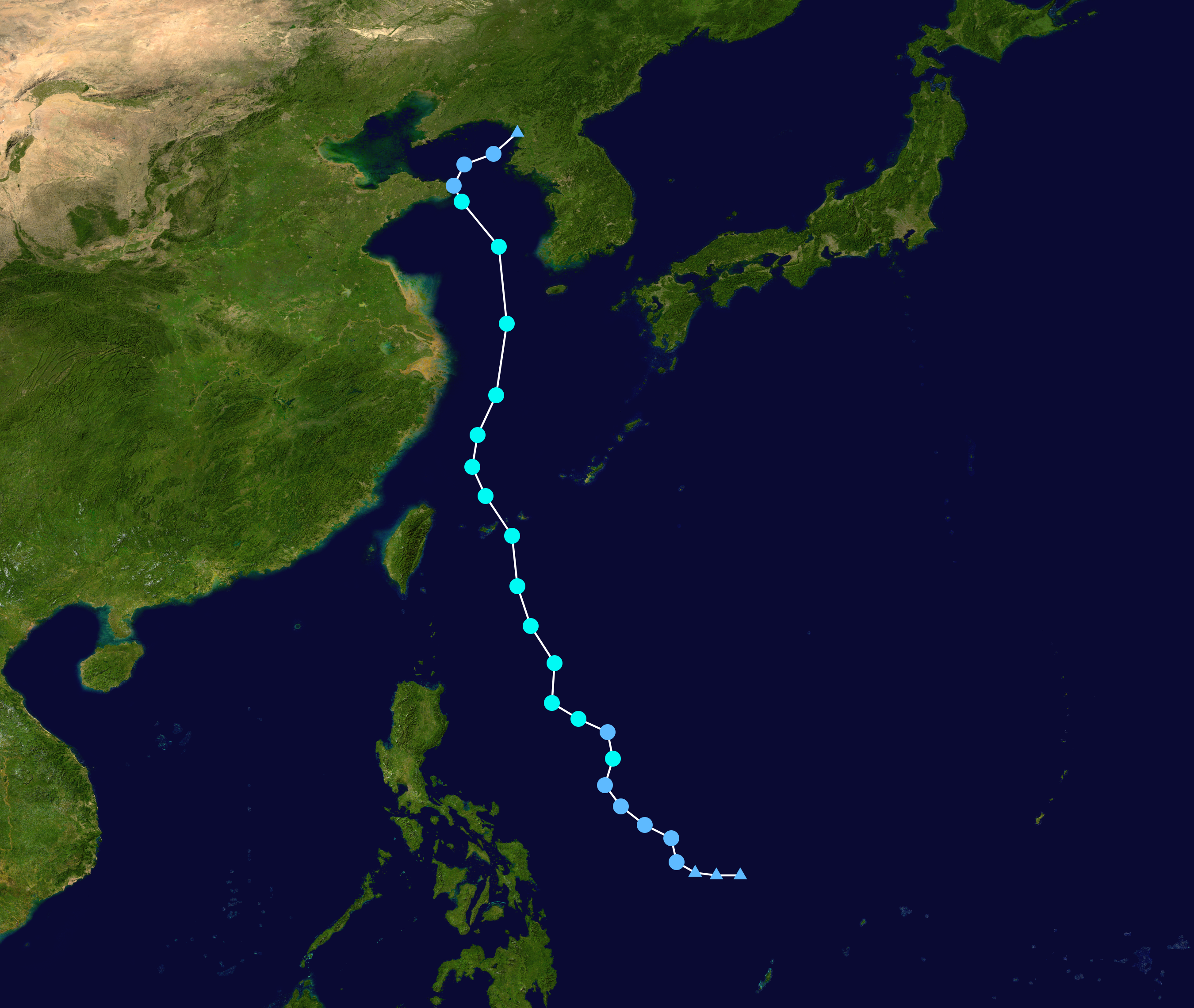
태풍 메아리의 경로

태풍 메아리는 6월 22일 오후 3시에 필리핀 마닐라 동쪽 860 km 해상에서 발생했다. 발생 당시 중심기압 998 hPa, 최대풍속 18 m/s, 강도가 약한 중형급 태풍이었다. 메아리는 발생 다음날 중심기압 990 hPa, 최대풍속 24 m/s의 세력으로 필리핀 동부를 강타해 4명이 사망, 14명이 실종되고, 70만 명의 이재민이 발생하는 등 피해를 냈다. 메아리는 같은 날 중국을 강타해 선박이 좌초 되는 등의 피해가 났다. 대한민국 기상청은 6월 24일 메아리가 경기도 서해안에 상륙할 것으로 예상했다.
이후 동중국해와 타이완 동쪽 해상을 거치며 북상해, 6월 25일 오전 9시 중심기압 970 hPa, 최대풍속 36 m/s, 강한 세력의 중형 태풍으로 발달했다.
태풍은 25일 오후 3시쯤 중국 상하이 동쪽 해상을 지나, 서귀포 남서쪽 먼바다까지 북상하여, 이날 오후 8시에 제주도에 태풍주의보가 발령되었다.
그리고 이날 밤 10시쯤 광주광역시와 전라남도 지역에도 태풍주의보가 발표되었다. 이후 태풍특보는 점차 강화되어, 제주도와 전라남도, 전라북도, 광주광역시, 충청남도에 태풍경보가, 서울특별시, 인천광역시, 경기도, 강원도 영서, 충청북도, 경상남도에 태풍주의보가 발령되었다.
태풍 메아리는 제트 기류를 타고 태풍 관측 사상 최대인 시속 82 km의 속도로 북상하여 6월 26일 오전 7시쯤 중심기압 985 hPa, 최대풍속 27 m/s의 중형 태풍의 세력으로 제주 서귀포 200 km 해상을 통과했다. 이후 계속 빠른 속도로 서해상을 관통하여 6월 26일 오후 4시쯤 백령도 남서쪽 해상을 통과해, 6월 27일 오후 3시쯤 북한 평안도에 상륙한 뒤 온대저기압으로 변질되었다.

### 중심 기압 및 최대 풍속의 경과
| 날짜 및 시간       | 중심 기압 | 최대 풍속 | 비고 |
| ------------------ | --------- | --------- | --- |
| 6월 22일 오후 3시  | 998 hPa   | 18 m/s    | 필리핀 마닐라 동쪽 860 km 해상에서 태풍 발생 |
| 6월 22일 오후 9시  | 994 hPa   | 21 m/s    | |
| 6월 23일 오전 3시  | 994 hPa   | 21 m/s    | 필리핀 마닐라 동쪽 720 km 해상 통과 |
| 6월 23일 오전 9시  | 994 hPa   | 21 m/s    | 대한민국 기상청, 태풍 메아리가 서해상으로 북상할 것으로 예측 |
| 6월 23일 오후 3시  | 990 hPa   | 24 m/s    | 태풍 메아리, 필리핀 강타 |
| 6월 23일 오후 9시  | 990 hPa   | 24 m/s    | |
| 6월 24일 오전 3시  | 990 hPa   | 24 m/s    | 필리핀 마닐라 북동쪽 780 km 해상 통과 |
| 6월 24일 오전 9시  | 985 hPa   | 27 m/s    | 태풍 메아리, 강도 중의 태풍으로 승격 |
| 6월 24일 오후 3시  | 985 hPa   | 27 m/s    | 타이완 타이베이 남동쪽 540 km 해상 통과. 대한민국 기상청, 태풍 메아리가 27일 새벽 경기 서해안에 상륙할 것으로 예측                                                       |
| 6월 24일 오후 9시  | 980 hPa   | 31 m/s    | |
| 6월 25일 오전 3시  | 975 hPa   | 34 m/s    | 타이완 타이베이 동쪽 320 km 해상 통과. 태풍 메아리, 강도 강의 태풍으로 승격. 대한민국 기상청, 태풍 메아리가 26일 밤 황해도에 상륙할 것으로 예측.                         |
| 6월 25일 오전 9시  | 970 hPa   | 36 m/s    | |
| 6월 25일 오후 3시  | 975 hPa   | 32 m/s    | 상하이 남남동쪽 400 km 해상 통과 |
| 6월 25일 오후 6시  | 975 hPa   | 31 m/s    | 상하이 남동쪽 320 km 해상 통과 |
| 6월 25일 오후 8시  | 975 hPa   | 31 m/s    | 제주도, 태풍주의보 발령 |
| 6월 25일 오후 10시 | 975 hPa   | 31 m/s    | 전라남도, 광주광역시 태풍주의보 발령 |
| 6월 26일 밤 12시   | 980 hPa   | 30 m/s    | 상하이 동남동쪽 300 km 해상 통과 |
| 6월 26일 오전 3시  | 985 hPa   | 27 m/s    | 서귀포 서남서쪽 270 km 해상 통과 |
| 6월 26일 오전 4시  | 985 hPa   | 27 m/s    | 제주도, 태풍경보 발령 |
| 6월 26일 오전 6시  | 985 hPa   | 27 m/s    | 서귀포 서쪽 200 km 해상 통과, 제주 순간 최대 풍속 27.6 m/s 관측. 전라남도, 광주광역시, 전라북도 태풍경보, 충청남도, 대전광역시, 충청북도, 경상남도 태풍주의보 발령       |
| 6월 26일 오전 9시  | 985 hPa   | 27 m/s    | 목포 서쪽 180 km 해상 통과. 흑산도 순간 최대 풍속 36.4 m/s, 6월 관측 사상 최대 강풍 기록. 충청남도 태풍경보, 서울특별시, 인천광역시, 경기도, 강원도 영서 태풍주의보 발령 |
| 6월 26일 오전 10시 | 985 hPa   | 27 m/s    | 목포 서북서쪽 220 km 해상 통과 |
| 6월 26일 오전 11시 | 985 hPa   | 27 m/s    | 군산 서쪽 230 km 해상 통과 |
| 6월 26일 낮 12시   | 988 hPa   | 25 m/s    | 군산 서쪽 240 km 해상 통과 |
| 6월 26일 오후 1시  | 988 hPa   | 25 m/s    | 군산 서북서쪽 250 km 해상 통과 |
| 6월 26일 오후 2시  | 988 hPa   | 25 m/s    | 백령도 남서쪽 120 km 해상 통과 |
| 6월 26일 오후 6시  | 988 hPa   | 25 m/s    | 백령도 서남서쪽 140 km 해상 통과 |
| 6월 26일 오후 9시  | 990 hPa   | 24 m/s    | 백령도 서쪽 150 km 해상 통과 |
| 6월 27일 오전 9시  | 992 hPa   | 22 m/s    | 백령도 북서쪽 140 km 해상 통과 |
| 6월 27일 오후 3시  | 996 hPa   | -         | 황해도 상륙, 온대저기압으로 변질 |

## 특징
태풍 메아리는 기상 관측 사상 처음으로 6월에 서해상을 관통한 태풍으로 기록되었다. 또한 1963년 4호 태풍 셜리 이후 48년 만에 6월에 한반도에 상륙한 태풍으로 기록되었으며, 흑산도에 순간최대풍속 36.4 m/s, 울산에 159 mm 의 폭우가 기록됨으로써 6월의 각종 기상 관측 기록을 갈아치웠다. 또한 북상 속도 역시 매우 빨라 태풍 관측 사상 최대인 시속 82 km의 속도로 서해상을 그대로 관통했지만, 26일 오후 4시부터 속도가 급격하게 느려져 백령도 주변 해상을 맴돌다 다음날 오후 3시쯤 북한 평안도에 상륙했다. 또 이례적으로 장마철에 태풍이 한반도로 북상한 것이기도 했다.

## 기록

### 대한민국
- 최대순간풍속 (상위 4지점)
  - 흑산도 36.4 m/s
  - 진도 29.3 m/s
  - 고흥 21.5 m/s
  - 문산 14.8 m/s
- 기간 강수량
  - 한라산 윗세오름 520 mm
  - 울산 159.0 mm

## 피해

### 대한민국

#### 피해 상황
- 사망자 9명
- 실종자 3명
- 주택 17동
- 농작물 1247 헥타르
- 비닐하우스 50여 동

### 조선민주주의인민공화국
- 태풍이 강원도에 해일과 폭우 피해를 냈다고 보도했고, 곳곳의 논밭이 침수된 것으로 알려졌다.

### 필리핀
- 사망·실종 18명
- 이재민 70만명

## 같이 보기
- 태풍 메아리